# Loqiemean
Loqiemean, de son nom civil Roman Veniaminovitch Khoudiakov (Роман Вениаминович Худяков ; né le 28 décembre 1993 à Tomsk), est un rappeur russe.

## Biographie
Né le 28 décembre 1993 à Tomsk, où il vit jusqu'à l'âge de 8 ans, il déménage en Iakoutie en 2002 avec sa famille, où il vit pendant plus de cinq ans, avant de retourner dans son pays d'origine. Selon Roman, son enfance est « pire que dans la partie centrale de la Russie ». En 2007, à l'âge de 13 ans, il s'intéresse à FL Studio, un logiciel de musique assistée par ordinateur. Il l'utilise d'abord en amateur, mais commence bientôt à s'engager sérieusement dans la création musicale à l'aide de ce logiciel. Entre 2006 et 2011, il compose de la musique dans le style du hip-hop classique. Il présente ses premières œuvres, que le jeune musicien de l'époque considère comme bonnes, à la radio, mais sont rejetées. En 2011, le projet Loqiemean apparaît, où Roman compose de la musique électronique inspirée par Skrillex et de nombreux autres musiciens de musique électronique. En 2014, Oxxxymiron l'invite à sa tournée arHHHeologija en tant que DJ en raison de la maladie de Porchy (ru).
Le 20 avril 2016, sort le premier album studio My Little Dead Boy avec Ubijcy Crystal, Shymmi, Motaspace, Fetre, Kovalevsky, NDS Flava, SlippahNeSpi, Ochra, Porchy, Markul, ATL et Oxxxymiron,,. L'album devait également inclure les beatmakers 4EU3 et Roma English de LSP, mais Roman Khudyakov n'attend rien de leur part. Au cours de l'été de la même année, il est inclus dans la liste des nouveaux venus les plus remarquables de l'industrie du hip-hop New Flow, selon le site web The Flow.
Le 15 février 2019, le troisième album studio de Roman intitulé Sožgi ètot alʹbom sort. Le 3 avril 2020, le deuxième album live Zombi nado horonitʹ est publié.

## Discographie

### Albums studio
- 2016 : My Little Dead Boy
- 2017 : Зверь Без Нации
- 2019 : Сожги Этот Альбом
- 2021 : Контроль
- 2022 : Пов3стка
- 2024 : У себя на кухне